# KASHUE
KASHUE – Krajowy Administrator Systemu Handlu Uprawnieniami do Emisji, instytucja inwentaryzująca emisje gazów cieplarnianych w Polsce zgodnie z zobowiązaniami Polski wobec UNFCCC i UE na zlecenie Ministra Środowiska. Umiejscowiona w Instytucie Ochrony Środowiska w Warszawie.